# 牛田正郎
牛田 正郎（うしだ まさお、1923年（大正12年10月19日 -2014年 ）は元日本熱学工業代表取締役社長。

## 来歴
岡山県出身。太平洋戦争時は海軍少尉として任官。1945年（昭和20年）に神戸商船学校卒業。1957年（昭和32年）2月に大阪市で日本熱学工業を設立した。1972年（昭和47年）に東京証券取引所・大阪証券取引所に上場を果たし、1974年（昭和49年）には第1部上場に昇格した。しかし、同年5月に倒産。自らも12月10日に特別背任罪で逮捕された。後年、牛田は雑誌の取材や著書の中で倒産は政財界やライバルメーカー・ヤクザを巻き込んだ「陰謀論」・計画倒産であることを語っている。逮捕後の1980年（昭和55年）には新元素Mu（仮称、「Masao Ushida」の略）の研究・特許取得を認められフィリピン大学より名誉工学博士の称号を授与された。1985年（昭和60年）1月には懲役2年執行猶予3年罰金20万円の判決を受ける。また、三景GCMの会長を務めていた。

## 著書
- 悪党の手口 - 日本熱学倒産事件